# Wiener Zeitung
Wiener Zeitung je rakouský deník. Vznikl roku 1703 pod názvem Wiennerisches Diarium a je tak nejstarším nepřetržitě existujícím deníkem na světě. Noviny vydává od roku 1998 Gesellschaft mit beschränkter Haftung vlastněná rakouským státem. Vycházejí pětkrát do týdne (úterý až sobota) v nákladu okolo 24 000 výtisků. Mají také digitální verzi.
První číslo vyšlo 8. srpna 1703. Noviny vycházely dvakrát týdně a byly oficiálním věstníkem rakouské vlády. V roce 1780 byl jejich název změněn na Wiener Zeitung a od roku 1812 se staly deníkem. K jejich přispěvatelům patřili August von Kotzebue, Joseph Carl Bernard, Franz Carl Weidmann, Eduard Hanslick a Enrica von Handel-Mazzetti. Součástí vídeňské kavárenské kultury byla také četba Wiener Zeitung, které měli hosté k dispozici zdarma .
Noviny si zakládají na seriózní žurnalistice s liberálním názorovým zaměřením. Úzce spolupracují s Rakouskou tiskovou agenturou (APA). Wiener Zeitung funguje také jako promulgační list, kde vycházejí změny v obchodním rejstříku nebo účetní závěrky rakouských firem, má zákonnou povinnost informovat o výběrových řízeních ve státním sektoru. Archiv novin je chráněn v rámci programu Paměť světa.
V roce 2022 oznámila rakouská vláda, že směrnice Evropské unie 2019/1151 omezuje příjmy novin od inzerentů, a nedostatek financí proto povede k zastavení tištěné verze deníku. Proti tomuto návrhu protestovala Asociace evropských novinářů, do kampaně za záchranu listu se zapojila i laureátka Nobelovy ceny Elfriede Jelineková. 